# Pseuderiopus albiscripta
Pseuderiopus albiscripta är en fjärilsart som beskrevs av George Francis Hampson 1897. Pseuderiopus albiscripta ingår i släktet Pseuderiopus och familjen nattflyn. Inga underarter finns listade i Catalogue of Life.